# Estadio Grbavica
El Stadion Grbavica es un estadio de fútbol situado en el distrito de Grbavica, en Sarajevo, la capital de Bosnia y Herzegovina. El estadio tiene una capacidad total de 20 841 espectadores sentados y fue inaugurado en 1953. El FK Željezničar disputa en este estadio sus partidos como local y la selección nacional de Bosnia y Herzegovina también ha disputado partidos oficiales.

## Historia
La construcción del campo de fútbol en Grbavica durante la década de 1940 comenzó por iniciativa del SD Željezničar. Aunque había varios campos de fútbol con gradas en Sarajevo en ese momento (incluyendo el recién construido estadio Koševo), las autoridades comunistas de la ciudad decidieron que el Željezničar debía tener sus propias instalaciones deportivas. Muchos de los seguidores del club, amigos y otros miembros —incluyendo personal del Ejército Popular Yugoslavo— ayudaron en la construcción del estadio.
A diferencia del estadio Koševo, que era un proyecto a gran escala con el apoyo del Estado a través de generosos fondos y mano de obra, Grbavica tuvo menos trabajadores en el proyecto y, como resultado, necesitó más tiempo en completarse.
El estadio contaba con un terreno de juego con un eficiente sistema de drenaje y las gradas fueron construidas con hormigón. Las tribunas sur y este fueron hechas de hormigón, mientras que los soportes de madera fueron tomadas del antiguo estadio Dvor Marijin, que fue derribado, y que sirvieron para construir la tribuna oeste.
Al principio, Grbavica era un estadio multiusos y se organizaron competiciones en ciclismo y atletismo, así como partidos de fútbol. Con el tiempo su uso se reservó sólo para el fútbol. Fue inaugurado oficialmente el 13 de septiembre de 1953 con el partido de Segunda división yugoslava de la Liga occidental entre el Željezničar y el Šibenik, en el que Željezničar ganó 4-1.

### Renovaciones años 1970 y 1980

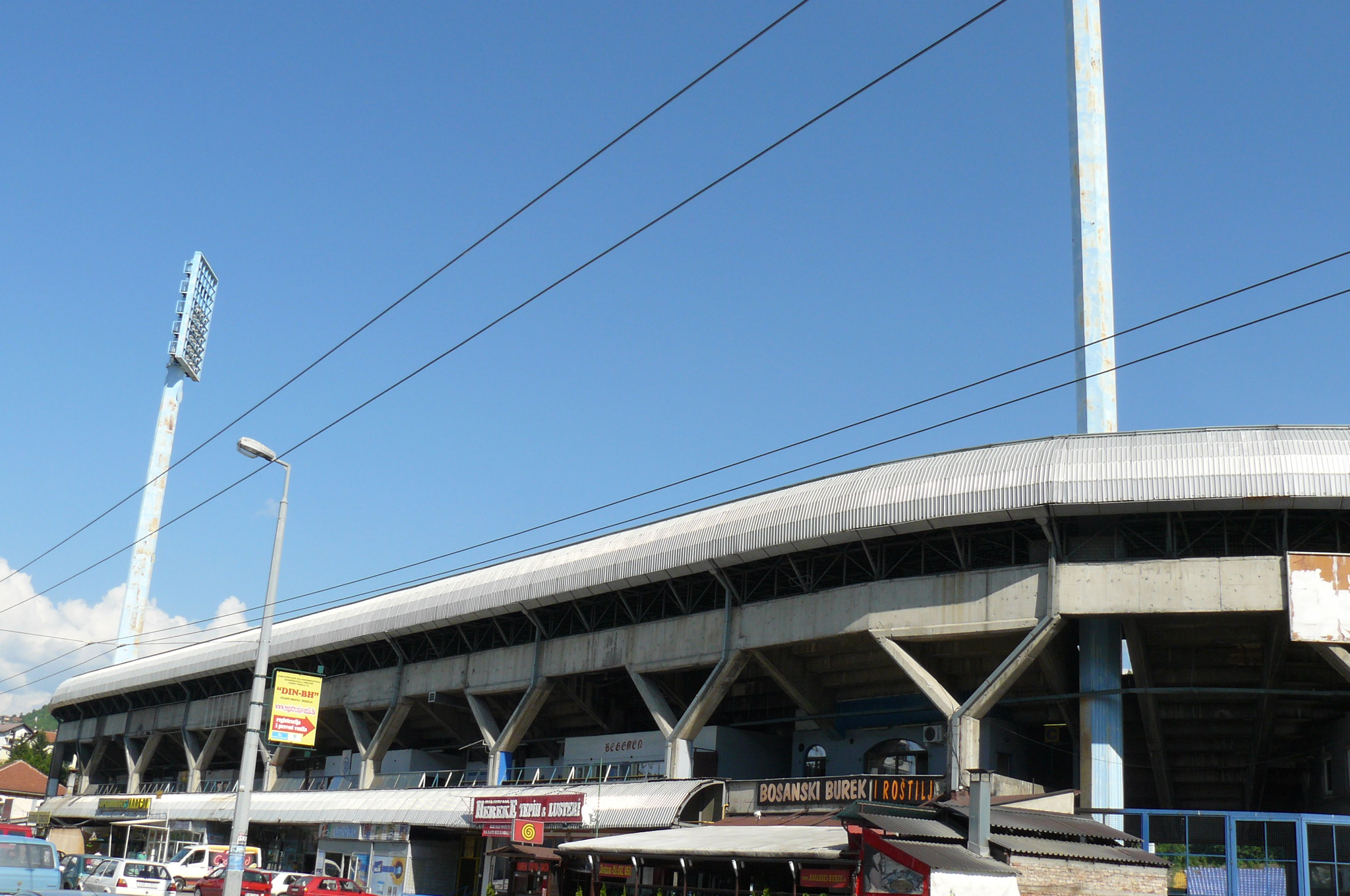
Exterior del estadio.

En 1968 comenzaron las renovaciones en el estadio y el 25 de abril de 1976 el estadio Grbavica se volvió a abrir. Cerca de 50 000 metros cúbicos de materiales se utilizaron, y los proyectores se instalaron. Se añadieron a las instalaciones dos campos de entrenamiento y el "pequeño estadio deportivo", así como nuevos vestuarios, duchas y otras instalaciones importantes. La familia Đurasović fue una de las principales fuentes financieras de esta renovación.
En 1986 se construyó finalmente la tribuna norte. Había planes para que todo el estadio fuese remodelado y cerrado siguiendo el estilo de la recién estrenada tribuna norte, pero no se llevó a cabo. Como resultado de las reformas, en octubre de 1987, el equipo de fútbol nacional de Yugoslavia (dirigido en ese momento por la leyenda del Željezničar Ivica Osim) jugó su primer partido en el estadio. El encuentro correspondía a la fase de clasificación para la Euro 88 contra Irlanda del Norte y Yugoslavia ganó 3-0.
El estadio sufrió daños estructurales muy importantes durante la guerra de Bosnia, que estalló en 1992. El estadio, que se encontraba en el mismo frente de guerra, soportó intensos combates y las fuerzas serbobosnias quemaron las gradas de madera. No fue sino hasta 1996 que un partido de fútbol se volvió a jugar aquí de nuevo. Simbólicamente, el primer partido después de la guerra fue el derbi local.

### Después de la guerra de Bosnia

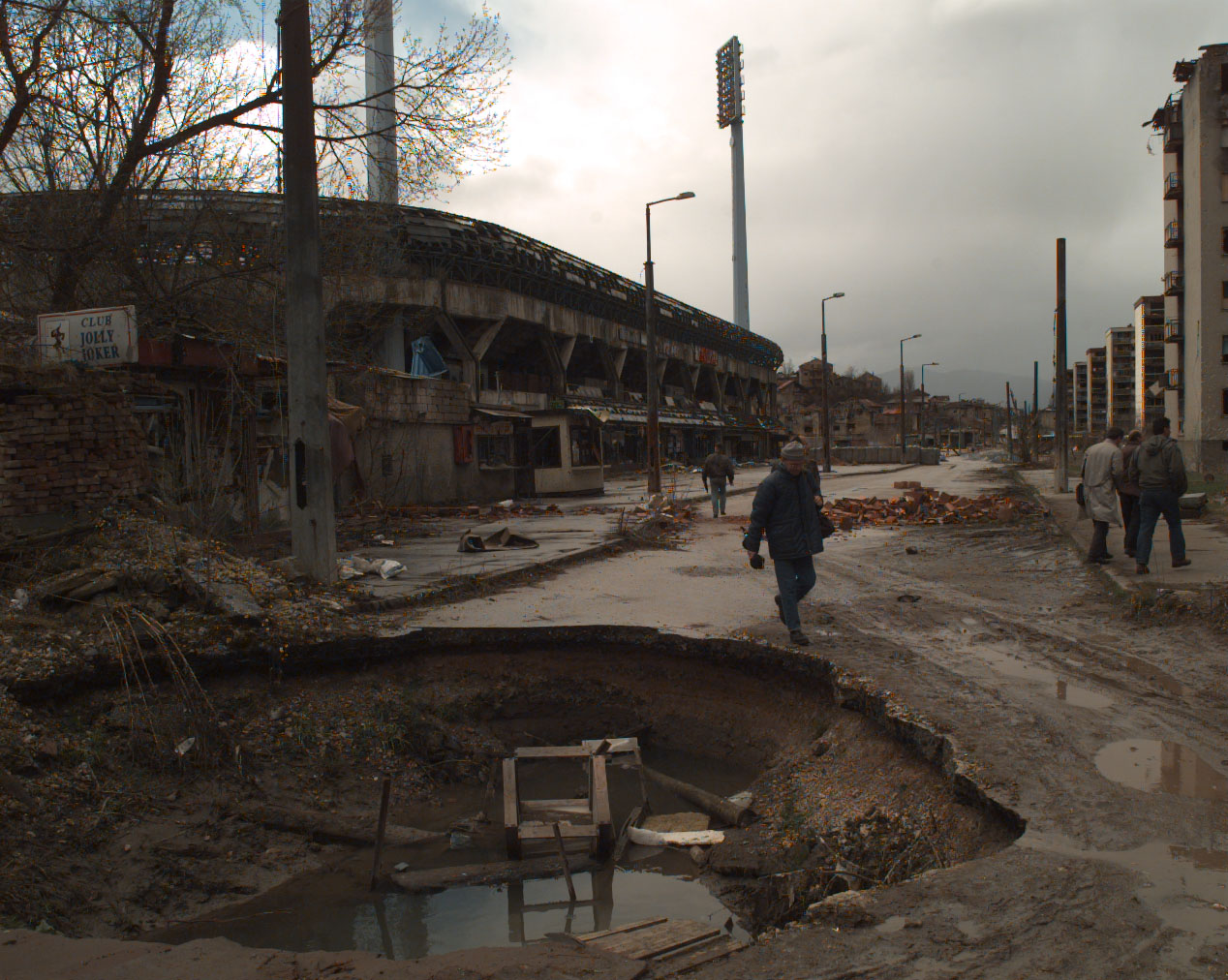
Aspecto del estadio Grbavica y sus alrededores en 1996.

Tras el conflicto, el estadio fue remodelado en los años siguientes. En 2004, se instalaron 8.898 asientos en la tribuna norte y sur y se instalaron asientos de plástico en los nuevos graderíos. El último trabajo importante realizado en el estadio fue en la temporada 2008-09, cuando se repararon los focos de luz artificial. El 22 de abril de 2009 se jugó de nuevo un partido nocturno con luz artificial en Grbavica, 18 años después. Hay nuevas propuestas para una revisión a fondo de las instalaciones actuales. El nuevo proyecto propone la creación de nuevas gradas cubiertas en cada tribuna , y el aumento de la capacidad a 24 000 plazas sentadas. También se han propuesto otras instalaciones, como un campo de entrenamiento cerca del estadio. Estas nuevas propuestas siguen esperando respaldo financiero.
El lunes 13 de febrero de 2012, una parte del techo encima de la base oeste se derrumbó después de diez días de fuertes nevadas, que enterró toda la ciudad de Sarajevo bajo más de un metro de nieve estableciendo un nuevo récord de altura de nieve en la capital, causando una catástrofe natural, deteniendo todo el transporte público durante al menos tres días y causando bloqueos en las carreteras, daños en muchos edificios y pérdidas financieras. La principal razón declarada del colapso del techo fue el mal mantenimiento de toda la tribuna y los daños de guerra aún presentes en partes del estadio.

## Partidos internacionales
Con mucho, el partido más notable jugado en el estadio fue la vuelta de la semifinal de la Copa de la UEFA 1984-85 el 24 de abril de 1985 entre el Željezničar y el Videoton húngaro. El Videoton trajo una ventaja de 3-1 en la ida, sin embargo, el equipo local luchó valientemente ante su afición y se adelantó 2-0 con goles de Edin Bahtić el minuto 5 y Edin Ćurić en el minuto 62. A pocos instantes del final, el Željo se encontraba clasificado para disputar la final de la Copa de la UEFA ante el poderoso Real Madrid. Sin embargo, el desastre llegó en el minuto 87 cuando el Videoton anotó a través de József Csuhay el 2-1 que llevó a su equipo a la final y acabó con las esperanzas del Željezničar de la forma más cruel.
| Fecha                 |                      | Resultado |                   | Competición                 |
| --------------------- | -------------------- | --------- | ----------------- | --------------------------- |
| 14 de octubre de 1987 | Yugoslavia           | 3-0       | Irlanda del Norte | Clasificación Eurocopa 1988 |
| 27 de marzo de 2002   | Bosnia y Herzegovina | 4-4       | Macedonia         | Amistoso                    |
| 10 de agosto de 2010  | Bosnia y Herzegovina | 1-1       | Catar             | Amistoso                    |